# Schupmann-Medial-Fernrohr
Das Schupmann-Medial-Fernrohr ist ein von Ludwig Schupmann (1851–1920) entwickelter Teleskoptyp. Es handelt sich um ein katadioptrisches optisches System, in dem Elemente eines Fernrohrs mit Elementen eines Spiegelteleskops zur Beseitigung von Farbfehlern kombiniert werden.

## Hintergrund
Durch unterschiedliche Lichtbrechung erzeugt jede Linse einen mehr oder weniger starken Farbfehler, der die Leistung eines Teleskops herabsetzt. Diese Fehler können beim Linsenfernrohr durch die Kombination unterschiedlicher Gläser ausgeglichen werden (s. Achromat und Apochromat). Zu Schupmanns Zeiten wiesen die sogenannten Flintgläser jedoch einen Gelbstich auf und waren relativ instabil. Die Herstellung großer fehlerfreier Glaslinsen ist extrem schwierig; mit zunehmender Dicke absorbieren die Gläser zunehmend Licht. Darüber hinaus benötigen Refraktoren mit großen Brennweiten viel Platz – die Brennweite entspricht der Länge des Tubus. Reflektoren (Spiegelteleskope) weisen dagegen keine Farbfehler auf und können kürzer gebaut werden, da der Strahlengang „gefaltet“ wird. Allerdings waren seinerzeit Spiegeldurchmesser von mehr als 60 cm problematisch, da sich die Spiegel unter ihrem Eigengewicht durchbogen, massive Montierungen erforderlich waren, die Spiegelflächen schnell anliefen und deshalb mehrmals jährlich neu verspiegelt werden mussten.
Zu Anfang des 20. Jahrhunderts war nicht klar, welchem System – Linse oder Spiegel – die Zukunft im professionellen Bereich gehörte.

## Konstruktionsprinzip
Schupmann ersann einen Teleskoptyp, der die Vorteile beider Systeme kombinieren sollte. Dazu ordnete er korrigierende Linsen und Spiegel hinter der Objektivlinse an, die sämtliche Farbfehler beseitigten. Seine Überlegungen zu dem Thema veröffentlichte er 1899 in seinem Werk „Die Medial-Fernrohre – Eine neue Konstruktion für große astronomische Instrumente“, worin er zwei technische Lösungen des Problems beschrieb – den Medial-Refraktor (medial bedeutet dabei „in der Mitte“ zwischen einem Refraktor und einem Reflektor) und den Brachymedial-Refraktor (ein Teleskop in sehr kurzer Bauweise). Im gleichen Jahr ließ er einen Medial-Refraktor in den USA zum Patent anmelden.

Die Objektivlinse beim Medial-Refraktor besteht aus Kronglas mit einem geringen Brechungsindex und ist schwach bikonvex geschliffen. Hinter der Objektivlinse befindet sich eine Feldlinse, die mit einem total reflektierenden Prisma verbunden ist. Durch den Strahlengang im Prisma werden die Lichtstrahlen unterschiedlicher Farbe so geführt, dass sie an der folgenden Korrektionsoptik wieder vereint werden. Außerdem lenkt es den Lichtstrahl rechtwinklig ab, was zu einer angenehmen Einblickposition führt. Auch die Feldlinse korrigiert die Farbabweichungen teilweise. Das Licht trifft anschließend auf einen Manginspiegel, bestehend aus einem konvex-konkaven Linsenpaar, dessen hinterste Fläche verspiegelt ist. Vom Manginspiegel aus gelangt das Licht über ein Okular zum Auge des Betrachters. 

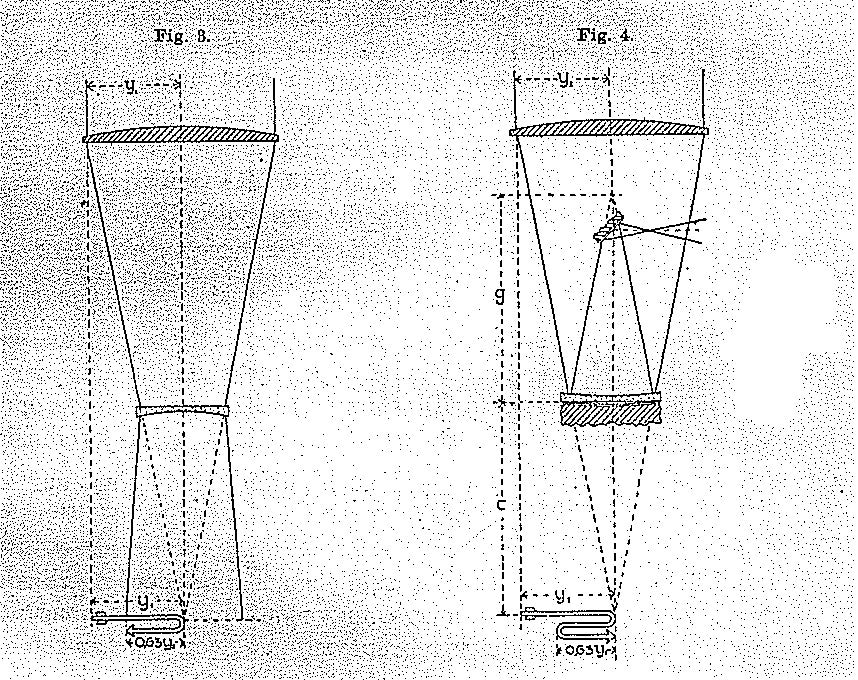
Technische Zeichnung „Medial-Fernrohre vom Typ A und B“ in Schupmann (1899)
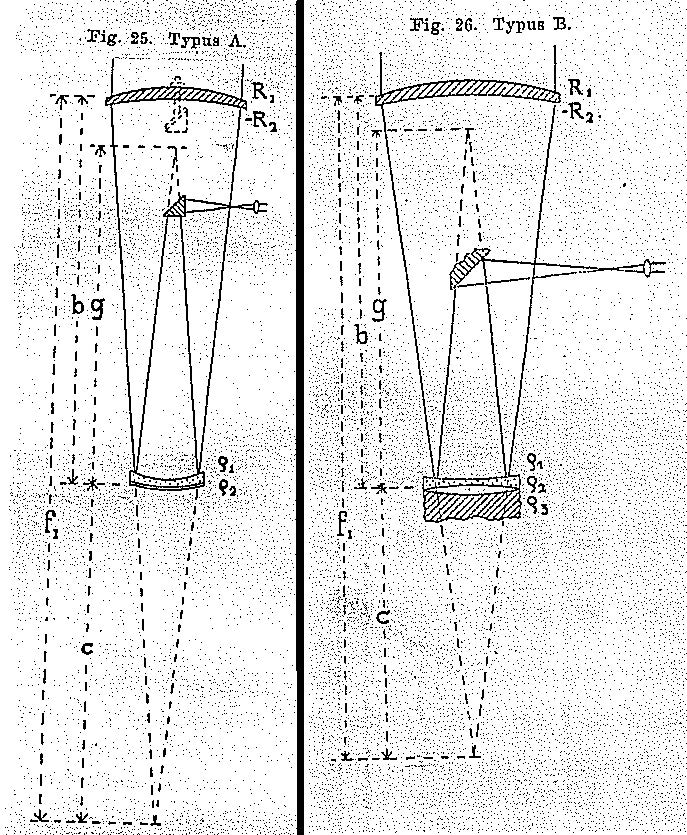
Technische Zeichnung „Brachymedial-Fernrohre vom Typ A und B“ in Schupmann (1899)
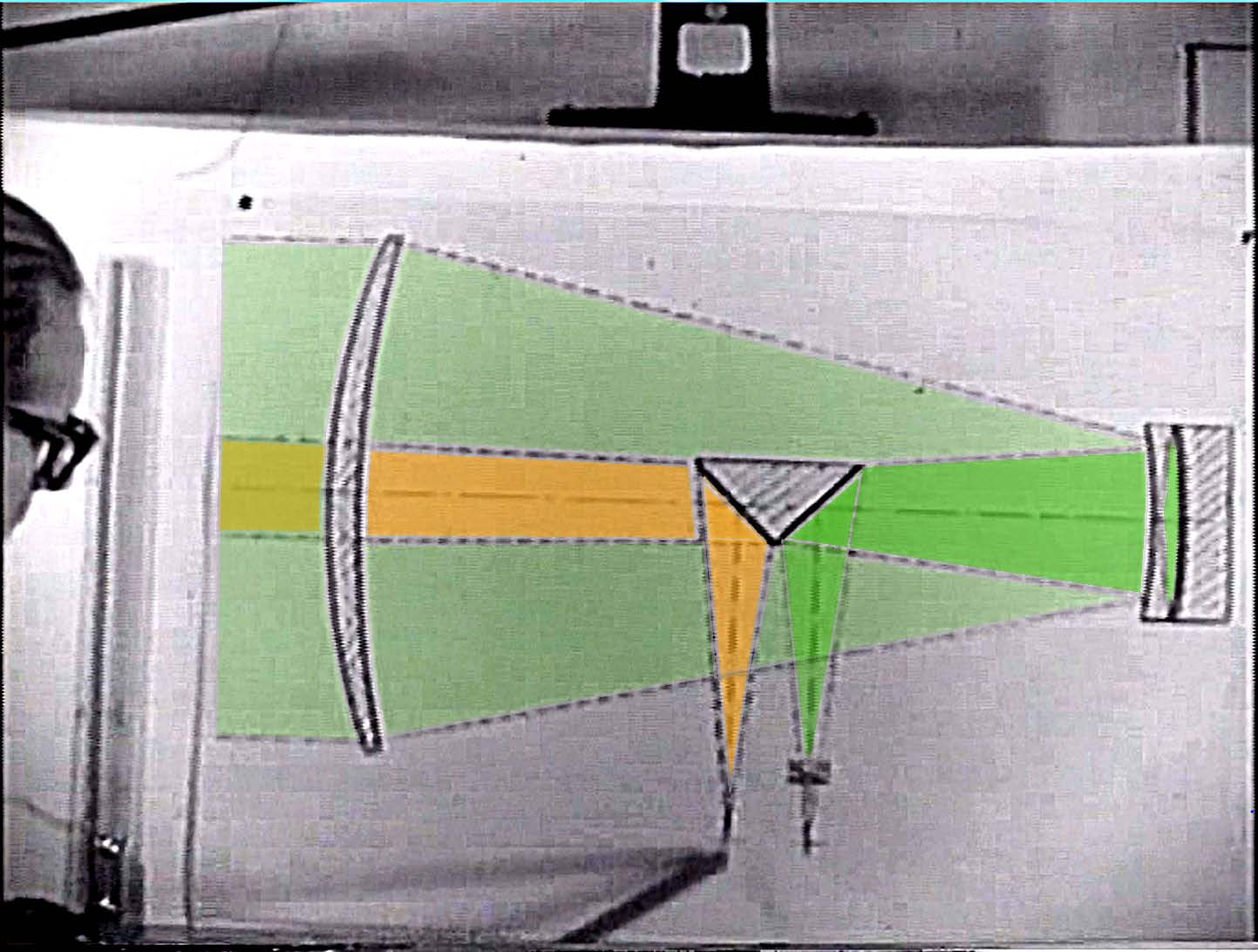
Edwin Rolfs Brachymedial (Bild aus seinem Amateurfilm, koloriert für Susanne M. Hoffmann (2015))

Beim Durchgang des Lichtes durch die optischen Anordnungen werden die verschiedenen Wellenlängenbereiche des Lichts wieder zu weißem Licht vereinigt. Nachteilig ist, dass die Konstruktion Lichtverluste von 0,2 bis 0,3 Größenklassen verursacht.

## Anwendungsgeschichte
1901 wurde erstmals ein größerer Medial-Refraktor, hergestellt von der Firma Reinfelder & Hertel in München, an der Urania-Sternwarte in Berlin unter professionellen Bedingungen getestet und mit dem 30-cm-Refraktor der Sternwarte verglichen. Man lobte zwar die sehr gute Abbildungsqualität, jedoch wurde Lichtverlust durch die vielen Flächen (das Teleskop hatte zehn lichtbrechende und zwei spiegelnde Flächen) und das enge Gesichtsfeld bemängelt. Darüber hinaus gab es erhebliche Schwierigkeiten, ein Mikrometer an dem Gerät zu befestigen.
Schupmann erprobte zehn Jahre lang Verbesserungen, bevor er sich an die Fertigung eines weiteren großen Instruments traute. 1913 veröffentlichte er einen Artikel über das Medialfernrohr zu Landstuhl, und kurz nach seinem Tod 1920 erschien noch ein (von ihm leider nicht mehr final auf Tippfehler korrigierter und daher schwer lesbarer) Beitrag über weitere Verbesserungen. In der Zwischenzeit gelang den Amerikanern George Ellery Hale und George Willis Ritchey am Mount-Wilson-Observatorium der Bau eines Reflektors von 1,5 m Durchmesser, dessen Abbildungsqualität alle vorhandenen Refraktoren übertraf. Damit stand fest, dass zukünftig die großen Observatorien der Welt mit Reflektoren ausgerüstet würden, und Schupmanns System verlor an Bedeutung.
Zu Schupmanns Freunden gehörte Philipp Fauth, der bedeutendste visuelle Beobachter des Mondes und Verfechter der Welteislehre. 1911 ließ Schupmann auf Fauths Wunsch einen Medial-Refraktor mit 38,5 cm Öffnung anfertigen. Das Instrument zeigte eine hervorragende Abbildungsqualität und wurde bis 1941 von Fauth zur Anfertigung von Mondkarten genutzt. Gegen Ende des Zweiten Weltkrieges wurde es zerstört.
1917 wurde ein etwas kleineres Modell mit 32,5 cm Öffnung angefertigt, das ausgiebig von den Mitarbeitern der Sternwarte Königsstuhl getestet und ebenfalls als exzellent befunden wurde. Das Gerät befindet sich heute auf der Universitätssternwarte Pfaffenwald.
Anton Kutter, der Erfinder des Schiefspieglers, baute drei Schupmann-Mediale von 12,2 bis 27 cm Öffnung.
Schupmanns Vorstellung war, große Teleskope von mehr als 1 m Öffnung für den professionellen Bereich zu schaffen. Dies ließ sich jedoch nicht realisieren. Trotz der guten Leistungen konnten sich die Medial-Fernrohre letztendlich nicht durchsetzen. Dies mag auch daran liegen, dass zehn Monate nach Schupmanns Tod die „Zeitschrift für Instrumentenkunde“ über die Teleskope berichtete. Der Artikel, der nicht mehr von Schupmann gegengelesen werden konnte, war unverständlich und enthielt zahlreiche Fehler. In den USA existiert jedoch eine „Fangemeinde“ von Amateurastronomen, die Medial-Fernrohre nach Schupmann selbst baut.

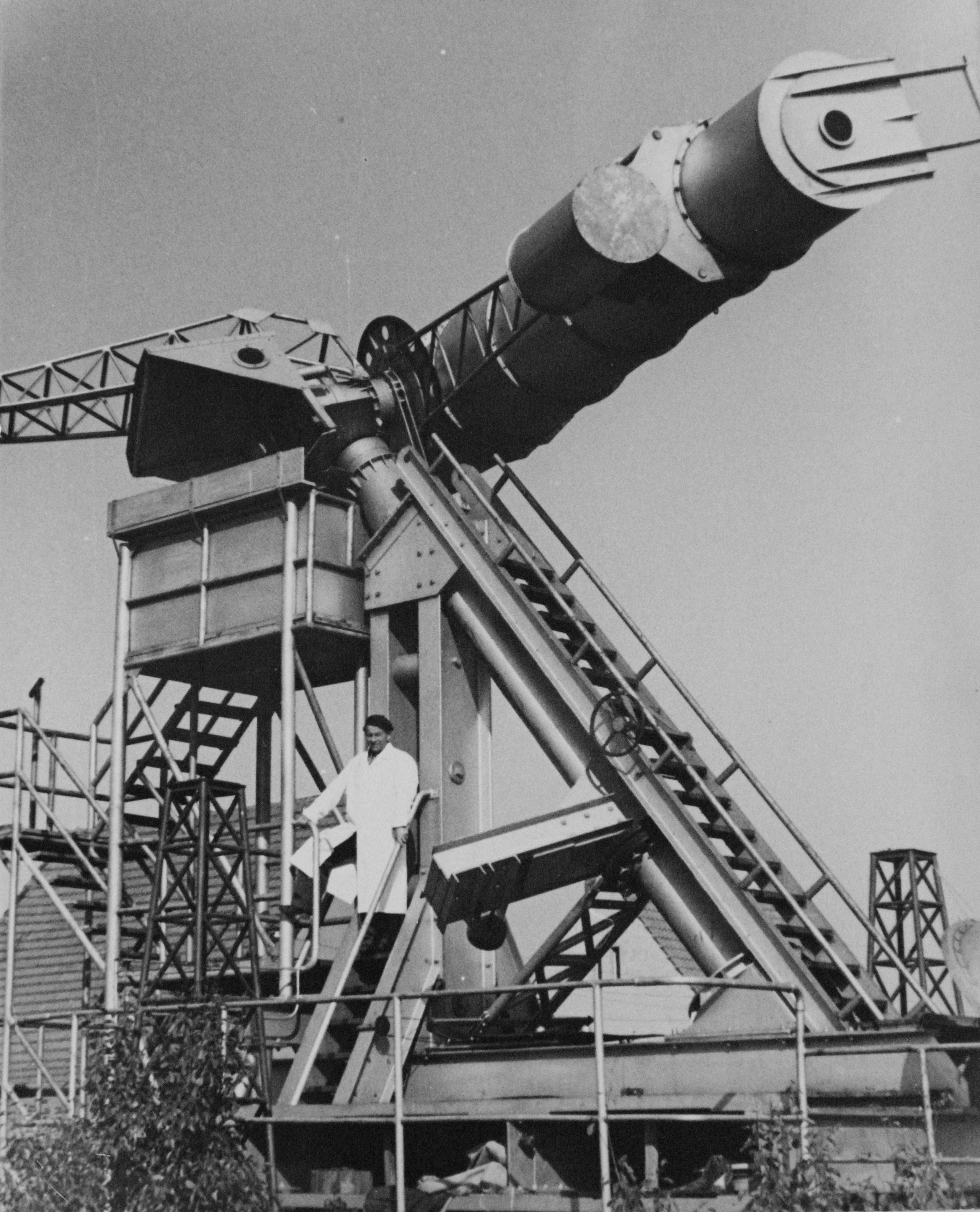
Edwin Rolf und sein Brachymedialfernrohr (vermutlich um 1953) in Rathenow.

Der Rolfsche Refraktor in Rathenow  (auch Rathenower Refraktor) ist ein Schupmann-Medial-Fernrohr mit 70 cm Öffnung und einer Brennweite von 20,6 m. Es wurde von dem Ingenieur und Hobbyastronomen Edwin Rolf von 1949 bis 1953 privat gebaut. Das unter Denkmalschutz stehende, renovierte Fernrohr befindet sich heute auf dem Gelände des Optikparks Rathenow.
Erst 50 Jahre später wurden zwei größere Fernrohre gebaut, die die optische Konfiguration eines Schupmann-Medials besitzen. Es sind das schwedische 1-m-„Swedish Solar Telescope“, das 2002 auf der kanarischen Insel La Palma errichtet wurde, und der amateurastronomische  John Wall 30-inch Refractor in England.